# Rick Warren
Richard D. "Rick" Warren (s. ngày 28 tháng 1 năm 1954) là nhà sáng lập và Quản nhiệm trưởng Nhà thờ Saddleback, giáo đoàn lớn thứ tư ở Hoa Kỳ, ông cũng là tác giả của nhiều tác phẩm Cơ Đốc, trong đó có The Purpose Driven Life (Cuộc đời có mục đích – một tác phẩm "bồi linh", có tên trong bản liệt kê của tạp chí New York Times các sách bán chạy nhất trong 174 tuần lễ, tính từ tháng 5 năm 2006; được dịch ra 56 thứ tiếng và là sách bán chạy nhất trên thế giới trong những năm 2003, 2004 và 2005). Ông được xem là một trong những nhân vật danh tiếng nhất trong cộng đồng Baptist tại Hoa Kỳ.
Warren theo khuynh hướng truyền thống về thần học và chính trị, kiên định với lập trường Tin Lành về các vấn đề như phá thai và hôn nhân đồng giới. Warren tích cực kêu gọi hội thánh tập trung nỗ lực vào cuộc chiến chống nghèo đói và bệnh tật trên quy mô toàn cầu, mở rộng cơ hội cho những người bị ruồng bỏ, và cải thiện môi trường.
Rick Warren cầu nguyện tại lễ nhậm chức tổng thống của Barack Obama tổ chức tại Điện Capitol, Washington, D. C. ngày 20 tháng 1 năm 2009.

## Tiểu sử

### Thiếu thời
Warren chào đời năm 1954 tại San Jose, California, là con trai của Jimmy và Dot Warren. Cha của Warren là một mục sư Baptist, mẹ là quản thư tại một trường trung học. Warren có một anh trai (Jimmy Warren, Jr.), và một chị gái (Chaundel).
Sau khi tốt nghiệp Trường Trung học Ukia năm 1972, Rick theo học và nhận văn bằng cử nhân tại Đại học Baptist California ở Riverside, rồi tốt nghiệp Chủng viện Thần học Southwestern Baptist tại Fort Worth với học vị thạc sĩ thần học (năm 1979), và Tiến sĩ Mục vụ tại Chủng viện Thần học Fuller ở Pasadena, California.
Warren thuật lại rằng, ơn gọi đến với ông khi còn là một sinh viên 19 tuổi. Lúc ấy, vào tháng 11 năm 1973, Warren và một người bạn thay vì đến lớp đã lái xe vượt quãng đường dài 350 dặm để nghe Tiến sĩ W. A. Criswell thuyết giảng tại khách sạn Jack Tar ở San Francisco. Sau đó, Rick Warren đứng trong hàng người đợi bắt tay nhà thuyết giáo.
| “ | Khi đến gặp tôi, một điều bất ngờ xảy ra. Criswell nhìn chăm tôi với đối mắt nhân hậu, đầy lòng yêu thương, rồi nói cách khẳng quyết, "Này, cậu thanh niên, tôi cảm thấy được thúc giục đặt tay trên cậu và cầu nguyện cho cậu!" Ông đặt tay lên đầu tôi và cầu nguyện: "Lạy Cha, con cầu xin cha ban Thánh Linh dư dật trên người truyền đạo trẻ tuổi này. Nguyện xin hội thánh mà người này đến chăm sóc sẽ phát triển bội phần hơn nhà thờ Dallas. Xin Chúa ban ơn lành càng hơn cho người này." | ” |

### Nhà thờ Saddleback
Lễ thờ phượng đầu tiên của Nhà thờ Saddleback cử hành vào dịp chủ nhật Phục sinh ngày 26 tháng 4 năm 1980, có hai trăm người đến dự, địa điểm là Nhà hát Trường Trung học Laguna Hills. Warren áp dụng các phương pháp hội thánh tăng trưởng đầy sáng tạo và giáo đoàn phát triển nhanh chóng. Trong 28 năm phát triển của mình, Nhà thờ Saddleback đã sử dụng tám cơ sở vật chất khác nhau, và chỉ xây dựng lễ đường cố định cho đến nay kể từ khi mỗi tuần có đến 10 000 người tìm đến dự lễ thờ phượng. Khi mua khu học xá Lake Forest đầu thập niên 1990, một lều trại có 2 300 chỗ ngồi được sử dụng ở đây cho lễ thờ phượng trong vài năm. Đến năm 1995, Trung tâm Thờ phượng hiện nay được hoàn tất với sức chứa 3 500 người. Vài năm sau là Trung tâm Mục vụ Nhi đồng và tòa nhà văn phòng trị giá nhiều triệu USD. Tháng 6 năm 2008 khánh thành một cơ sở vật chất hiện đại trị giá 20 triệu USD, gọi là Refinery, dành cho mục vụ học sinh. Đây là nơi hoạt động mục vụ trường cấp 2 và cấp 3, có gần 1 500 học sinh.

### Những Hoạt động khác
Warren từng được mời đến diễn thuyết tại các diễn đàn như Liên Hợp Quốc, Diễn đàn Kinh tế Thế giới tại Davos, Liên minh châu Phi, Hội đồng Quan hệ Đối ngoại, Trường Chính quyền học Kennedy của Đại học Harvard, TED, và Hội nghị Y tế Thế giới của TIME. Ông cũng là người ký tên vào một tuyên bố liên quan đến sáng kiến xử lý tình trạng nóng ấm toàn cầu.

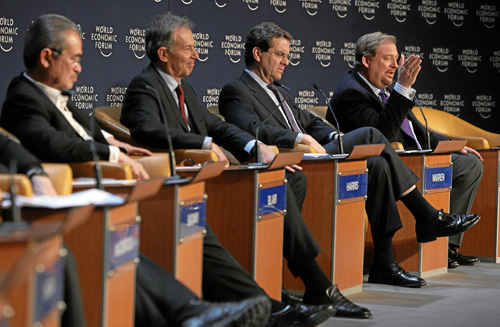
Tony Blair, David A. Harris, và Rick Warren tại Diễn đàn Kinh tế Thế giới, Davos, 24 tháng 1 năm 2008

Warren có tên trong danh sách 25 nhà lãnh đạo hàng đầu nước Mỹ của tuần báo U.S. News and World Report số ra ngày 31 tháng 10 năm 2005. Tạp chí TIME cũng vinh danh ông như là một trong số 15 nhà lãnh đạo quan trọng nhất thế giới năm 2004, và đưa tên ông vào danh sách 100 nhân vật có nhiều ảnh hưởng nhất trên thế giới (năm 2005). Tờ TIME cũng kể tên Warren trong danh sách 25 nhân vật có nhiều ảnh hưởng nhất trong cộng đồng Tin Lành ở Mỹ với nhận xét, "Tên của Warren chỉ đứng sau Billy Graham. Dù Franklin Graham là người thừa kế tổ chức Billy Graham, nhiều người tin rằng Warren, 51 tuổi, là người tiếp nối Graham trong cương vị mục sư cho nước Mỹ."
Ngày 16 tháng 8 năm 2008, Warren đã thu hút sự quan tâm của công luận toàn quốc khi chủ tọa Diễn đàn Công dân về Chức vụ Tổng thống, mời các thượng nghị sĩ John McCain và Barack Obama đến Saddleback để đối thoại. Đây là lần đầu tiên McCain và Obama cùng xuất hiện với nhau trong tư cách là các ứng viên của Đảng Cộng hòa và Đảng Dân chủ; chương trình được phát sóng trực tiếp. Trong hai giờ đồng hồ, mỗi ứng cử viên xuất hiện riêng lẻ để trả lời những câu hỏi của Warren về các vấn đề đức tin và đạo đức như Cơ Đốc giáo, phá thai, trẻ mồ côi, và nhân quyền.
Warren công khai ủng hộ California Proposition 8 (2008) tu chính hiến pháp tiểu bang nhằm loại bỏ quyền kết hôn đồng giới. Sau khi dự luật được thông qua, Nhà thờ Saddleback của Warren trở thành mục tiêu của những người phản đối.

### Lễ Nhậm chức Tổng thống
Ngày 17 tháng 12 năm 2008, Tổng thống tân cử Barack Obama mời Warren cầu nguyện trong lễ nhậm chức của ông tổ chức vào ngày 20 tháng 1 năm 2009. Quyết định này được công bố bởi Ủy ban Lưỡng viện Quốc hội về Lễ Nhậm chức, đã khiến những người ủng hộ quyền phá thai và hôn nhân đồng giới giận dữ, họ lớn tiếng chỉ trích cả Obama và Warren. Lại có thêm những tranh cãi khi Warren được chọn làm diễn giả chính tại Lễ Tưởng niệm Martin Luther King tổ chức vào ngày 19 tháng 1 năm 2009.
Trong lễ nhậm chức tổng thống của Barack Obama tổ chức ngày 20 tháng 1 năm 2009 tại Điện Capitol, Washngton, D. C., Rick Warren cầu nguyện cho tổng thống và cho nước Mỹ, ông nói:
| “ | Lạy Chúa, xin cứu giúp chúng tôi, xin nhớ đến chúng tôi những con dân nước Mỹ, đoàn kết với nhau không phải bởi chủng tộc, tôn giáo hoặc huyết thống, nhưng bởi lời cam kết tự do và công lý cho mọi người. Khi chúng tôi sống vị kỷ, xin Chúa tha thứ, khi chúng tôi tranh chấp với nhau, và khi chúng tôi quên Ngài, xin Chúa tha thứ. Khi chúng tôi nghĩ rằng sự vĩ đại và phồn vinh là bởi chúng tôi, xin Ngài tha thứ. Khi chúng tôi không tôn trọng đồng bào mình và mọi người trên đất như họ đáng được, xin Ngài tha thứ. Trong những ngày khó khăn sắp tới, xin ban cho chúng tôi sự sáng suốt trong chọn lựa, tinh thần trách nhiệm trong hành động, khiêm nhường trong hành xử, và nhân ái trong giao tiếp… | ” |

Năm 1977, Warren kết hôn với Elizabeth K. Warren (Kay), họ có ba người con đã trưởng thành (Josh, Amy và Matthew) cùng hai cháu. Warren xem Billy Graham, Peter Drucker, và cha của ông là những người thầy và là những người hỗ trợ ông.

## Mục vụ
Rick và Kay Warren dành 90% lợi tức để đóng góp cho ba tổ chức: Acts of Mercy, chuyên giúp đỡ những người mắc bệnh AIDS, Equipping the Church, tập chú vào công tác huấn luyện các thủ lĩnh hội thánh tại các quốc gia đang phát triển, và The Global P.E.A.C.E. Fund, tập trung nỗ lực chống nghèo đói, bệnh tật và mù chữ.
Rick và Kay cũng là giám đốc của các tổ chức phi lợi nhuận sau:
- Nhà thờ Saddleback, với ngân quỹ hằng năm lên đến 30 triệu USD
- Acts of Mercy, 8 triệu USD tính đến cuối năm 2004
- Purpose Driven Ministries, 47 triệu USD đến cuối năm 2004
- The Global Fund
- RKW Legacy Partners
- Equipping the Church

Nhờ những khoản lợi tức thu được từ tiền bản quyền các tác phẩm đã xuất bản, Warren từ chối khoản tiền cung lương từ Nhà thờ Saddleback và hoàn trả khoản cung lương ông đã nhận từ giáo đoàn trong 25 năm qua, cũng như quyết định dành 90% lợi tức của ông cho công việc của hội thánh và các hoạt động từ thiện để sống với 10% còn lại.

### Sống có Mục đích

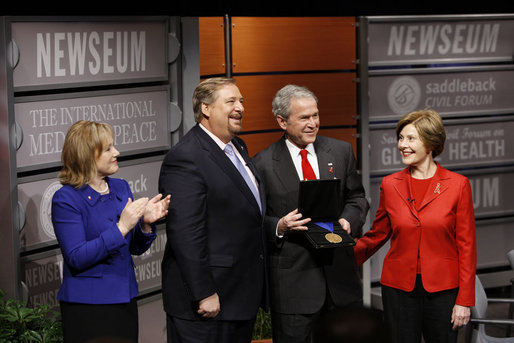
George và Laura Bush với Rick và Kay Warren

Hơn 400 000 quản nhiệm và thủ lĩnh hội thánh từ khắp nơi trên thế giới đã tham dự các kỳ hội thảo do Warren và các đồng sự tổ chức nhằm chia sẻ những phương pháp tối ưu với mục đích hoàn thành Sứ mạng lớn mà Chúa Giê-xu đã ủy thác cho hội thánh. Đề án Sống có Mục đích được thiết lập trong nỗ lực giúp các quản nhiệm cân bằng năm mục tiêu trong cuộc sống: Thờ phụng, Thông công, Bồi linh, Mục vụ và Truyền bá Phúc âm. Nhà thờ Saddleback cũng đã khởi động một website phi lợi nhuận, PurposeDriven.com, hỗ trợ các hoạt động thông tin và điều phối trong cộng đồng.
Trong thời gian qua, các thủ lĩnh Cơ Đốc tại 162 quốc gia đã sử dụng các tư liệu được phổ biến bởi đề án, cũng như đã có 400 000 mục sư và linh mục trên khắp thế giới được huấn luyện về thần học và phương pháp ứng dụng. Có 189 000 thủ lĩnh hội thánh đăng ký nhận bản tin Ministry Toolbox, phát hành hằng tuần.

## Phê phán
Mặc dù The Purpose Driven Life nhận được sự ủng hộ của nhiều người thuộc cộng đồng Tin Lành, tác phẩm này cũng bị một số người xem là chệch hướng, thiếu chính xác trong giải thích Kinh Thánh và chịu ảnh hưởng triết học phương Đông.
Năm 2006, Rick Warren bị chỉ trích gay gắt khi ông xuất hiện tại Lễ Kỷ niệm 100 năm cuộc Phục hưng Azusa Street, tại đây cũng có sự hiện diện của những nhân vật thuộc nhóm Word of Faith (Lời của Đức tin, thuộc Phong trào Ngũ Tuần, với chủ trương gây nhiều tranh cãi cho rằng tín hữu nên sử dụng đức tin để tìm kiếm "ân tứ" chữa bệnh bằng phép mầu và mưu cầu các loại phúc lợi trần gian) như Benny Hinn, T. D. Jakes, Kenneth Copeland và Creflo Dollar.

## Tác phẩm
- The Purpose Driven Church (ISBN 0-310-20106-3)
- The Purpose Driven Life (ISBN 0-310-20571-9)
- Answers to Life's Difficult Questions (ISBN 0-9660895-2-9)
- The Power to Change Your Life (ISBN 0-9660895-1-0)
- What on Earth Am I Here For? Booklet (ISBN 0-310-26483-9)
- Personal Bible Study Methods (ISBN 0-9660895-0-2)
- Purpose Driven Youth Ministry (ISBN 0-310-21253-7)--Doug Fields